# Birchgletscher
Der Birchgletscher ist ein nach Nordwest exponierter Gebirgsgletscher unter dem 3934 m ü. M. hohen Bietschhorn in den südlichen Berner Alpen. Der Gletscher befindet sich auf dem Gebiet der Schweizer Gemeinde Blatten im Schweizer Kanton Wallis. Bei einzelnen Eisabbrüchen verschüttete er 1993 und 1999 eine Langlaufloipe und die Kantonsstrasse. Aufgrund der Gefährdung von Infrastruktur war er deshalb im Inventar der eine Infrastruktur gefährdenden Gletscher aufgeführt.
Im Bergsturz von Blatten kamen im Mai 2025 nach einem Bergsturz am Kleinen Nesthorn, einem dem Bietschhorn vorgelagerten Nebengipfel oberhalb des Gletschers, grosse Mengen Fels und Schutt auf dem Eis zu liegen. Die zusätzliche Last liess den Gletscher vorrücken und schliesslich zu grossen Teilen mitsamt der aufliegenden Schuttmassen abbrechen. Das abgehende Material verschüttete einen über zwei Kilometer langen Abschnitt des Talbodens des Lötschentals. Die Ortschaft Blatten wurde zum grössten Teil und der Weiler Ried komplett unter Fels und Eis begraben.

## Lage
Der Birchgletscher liegt auf der Südseite des Lötschentals in einem gegen Nordwesten ausgerichteten, wenig besonnten Hochtal zwischen dem 600 Meter langen Grat zum Kleinen Nesthorn im Süden und dem gegen Norden abfallenden Felsrücken, der das Birchtal auf der Ostseite vom Baltschiederjoch trennt. Noch im frühen 20. Jahrhundert war der Gletscher im Osten über den Bergkamm hinweg mit dem benachbarten Stampachgletscher, einem Teil des Baltschiedergletschers, verbunden, ab etwa dem Jahr 2000 war er wegen des zunehmenden Gletscherschwunds davon abgekoppelt. Der obere Gletscherabschnitt mit der Gestalt eines Hanggletschers auf der Ostseite des Kleinen Nesthorns war seit 2015 zunehmend in isolierte Bereiche zu zerfallen, während im unteren flacheren Gletscherbereich noch eine grosse Eismasse vorhanden war.
Der untere Gletscherabschnitt ruhte, ähnlich wie die Zunge des südwestlich benachbarten Nestgletschers, auf einer hohen Talstufe, die er nördlich des Kleinen Nesthorns in der typischen Art eines Kars ausgebildet hat. Auf dem Eisfeld in diesem Trog sammeln sich Schnee, Firn und Eis sowie Gestein aus dem hoch gelegenen Talkessel. Die hoch aufgeschichtete Eisfront des Birchgletschers stand über einer steil abfallenden, 400 Meter hohen Felsstufe, wo sich gelegentlich Eismassen lösen und abstürzen. Über die Felswand stürzen auch jene Schmelzwasserbäche hinunter, die weiter unten den Birchbach bilden.

## Abfluss
Der Birchbach, ein sehr steiler Wildbach, durchquert auf der Höhe der Bergwälder «Nästwald» und «Bellwadwald» die tiefe Schlucht «Birchchinn»; chinn bzw. chi ist ein im Wallis verbreiteter Bestandteil alter Flurnamen und bezeichnet in den deutschsprachigen Alpenmundarten Landschaftsformen wie Gräben, Felsspalten, Tobel und Schluchten. Unterhalb der Schlucht hat der Birchbach auf dem Talboden seit dem Ende der letzten Eiszeit mit zahlreichen Murgängen einen grossen Schuttfächer aufgehäuft, durch den der Talfluss Lonza auf die rechte Talseite gedrängt wurde. Ein Bereich auf dem Schuttkegel hat den Lokalnamen «Birchgufer»; gufer bezeichnet in Gebirge üblicherweise Bereiche mit Geröll und Gesteinsschutt, Schutthügel und Bergsturzflächen.
Die Gewässer am Bietschhorn liegen im Einzugsgebiet der Rhone.

## Lawinen
Im 20. Jahrhundert erreichten Schnee- und Eislawinen durch die Birchschlucht den Talgrund. 1988 bedeckte eine Lawine den Schuttkegel des Birchbachs. Am 18. Dezember 1993 erreichte eine Lawine den Flusslauf der Lonza und begrub die Langlaufloipe im Lötschental unter sich.
Am 29. Dezember 1999 erreichte eine wohl von einem Eisabbruch ausgelöste Staublawine vom Südhang her den Talboden und verschüttete die Kantonsstrasse zwischen Blatten und Wiler.
Wegen der Lawinen wurde ein Ablenkdamm am Birchbach erstellt, der die Fluren von Jungschten und das Dorf Blatten vor Schneelawinen schützte.

## Entwicklung nach dem Jahr 2000
Wegen der Steilstufe mit einer kurzen Distanz von der Gletscherzunge auf rund 2500 Metern hinunter zum Talboden auf rund 1500 Metern wurde der Birchgletscher zu den «gefährlichen Gletschern» der Schweiz gezählt. Ab dem Jahr 2000 zerfiel der Gletscher in einen oberen und einen unteren Teil, das heisst, das Zehrgebiet des Gletschers unterhalb der Firngrenze auf 3000 Metern wurde vor allem durch Lawinen vom oberen Teil des Birchgletschers und den benachbarten Felsflanken gespeist.

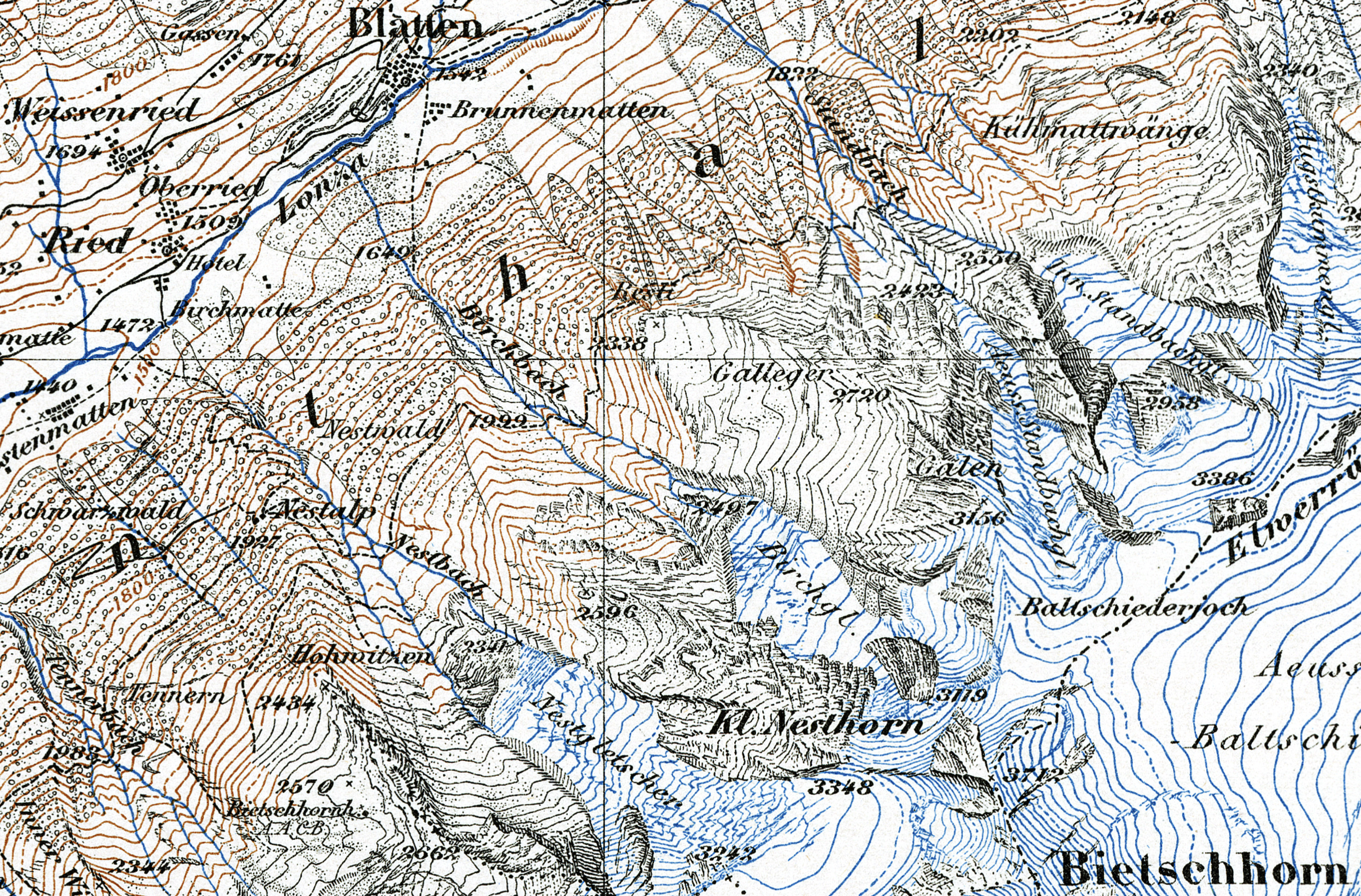
Lage des Birchgletschers und des Birchbachs (um 1915)

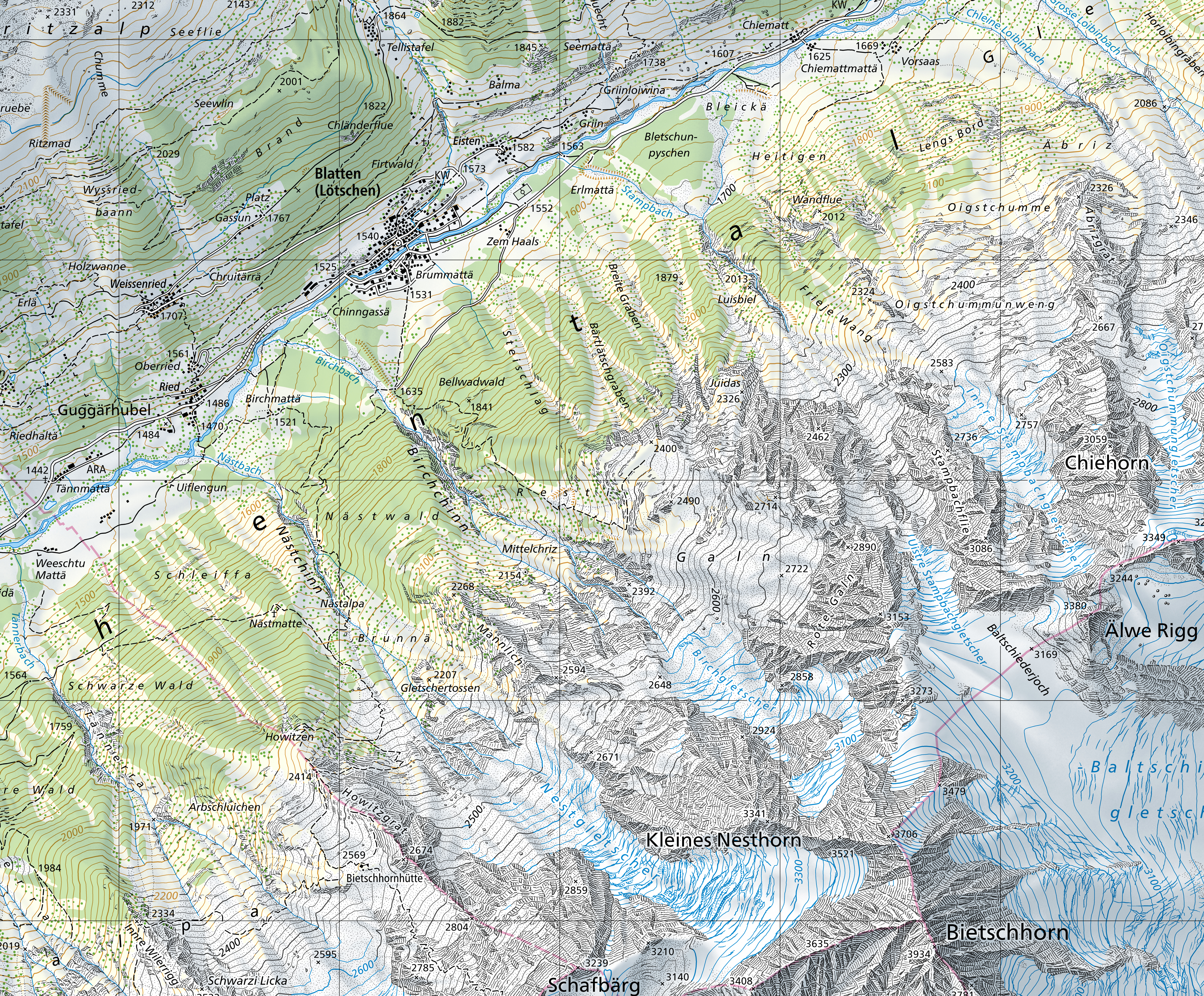
Lage des Birchgletschers und des Birchbachs (2023)

### Gletschervorstoss
Ab etwa 2019 war der untere Teil des Birchgletschers um etwa 50 Meter vorgestossen, was wahrscheinlich durch die Auflast von schon zuvor regelmässig auf sie gestürztem und im Gletscherbecken aufgefangenem Verwitterungsmaterial verursacht worden war. Die Gletscherzunge auf etwa 2500 Metern war 2024 die einzige der Schweiz, die vorstiess; gleichzeitig vergrösserte sich deren Mächtigkeit, hatte sich die Dicke der Gletscherzunge doch schon zwischen 2017 und 2023 um bis zu 15 Meter erhöht, da der auf dem Eis liegende Schutt auch das Abschmelzen verlangsamte.

### Bergsturz 2025
Im Mai 2025 führten aufeinanderfolgede Felsabbrüche vom Kleinen Nesthorn zur Auftürmung eines bis zu 81 m hohen Schuttbergs von geschätzt neun Millionen Tonnen Gewicht auf dem Gletscher, und damit zu einer Verformung des unteren Teils des Birchgletschers. Das Gewicht des aufliegenden Gesteins intensivierte die  Druckaufschmelzung und somit die Entstehung von mehr Schmelzwasser als Gleitschicht zwischen der Gletscherbasis und dem felsigen Untergrund. Der Reibungswiderstand des Gletschers am Fels nahm ab. Die Vorwärtsbewegung der Gletscherstirn nahm rapide zu (zuletzt bis auf 10 m pro Tag), bis sich am 28. Mai 2025 eine sehr grosse Eismasse löste, die zusammen mit dem daraufliegenden Felsschutt in das Tal stürzte, sich damit vermischte und die Ortschaft Blatten zum grössten Teil sowie den Weiler Ried ganz verschüttete. Die vom Birchgletscher abgebrochene Eismasse und der mitgerissene Gesteinsschutt schlugen neben der Birchschlucht eine breite Schneise in den Bergwald und zerstörten Baumbestände auf einer Fläche von etwa einem Quadratkilometer. Die vermischte Masse aus Eis, Gestein und Holz bedeckte den Talboden auf der Länge von etwa 2,5 Kilometern und floss bis fast zur Ortschaft Wiler hinunter.
Vom bisherigen Eiskörper des unteren Gletscherteils blieben nur Reste, deren Umfang nicht genau bekannt ist, am Berg zurück.